# Женитьба (пьеса)
«Жени́тьба. Соверше́нно невероя́тное собы́тие в двух де́йствиях» — пьеса Николая Васильевича Гоголя. Написана в 1833—1835 годах, опубликована в 1842 году.

## История создания
Гоголь начал работу над этой комедией, называвшейся первоначально «Женихи», в 1833 г. В мае 1835 года он читал М. П. Погодину отрывки из пьесы «Провинциальный жених» (действие происходило в деревне, но уже были намечены основные герои и сюжетные линии). Примерно в то же время комедия приобрела окончательное название «Женитьба», и её действие было перенесено в Санкт-Петербург.
Осенью 1835 года и весной 1836 года Гоголь намеревался отдать её на сцену, однако, занявшись «Ревизором», передумал. Пьеса была закончена за границей в 1841 году для готовившегося собрания сочинений. Премьера состоялась 9 декабря 1842 года (в Петербурге) и 5 февраля 1843 года (в Москве, в бенефис М. С. Щепкина). Оба спектакля не имели успеха. «Женитьба» опережала своё время: как признавали позднейшие критики, она предвещала драматическую манеру Островского.

## Сюжет
Дворянин, надворный советник, экспедитор Иван Кузьмич Подколёсин намерен жениться. С этой целью он обращается к свахе Фёкле Ивановне. В то же время 26-летняя купеческая дочь Агафья Тихоновна Купердягина хочет выйти замуж. Но ей важно, чтобы жених был дворянином. Она тоже обращается к Фёкле Ивановне. Арина Пантелеймоновна, тётушка невесты (Агафья Тихоновна — сирота) — против неравного брака и желает для племянницы жениха из купеческого сословия. Фёкла уговаривает жениха, но Подколёсин всё никак не может отважиться на решающий шаг и дальше разговоров не идёт.
Как-то к Подколёсину приходит его приятель, Илья Фомич Кочкарёв и, застав там сваху (Фёкла в своё время женила Кочкарёва), догадывается о намерениях Ивана Кузьмича. Расспросив сваху о невесте, Кочкарёв отстраняет её и сам берётся за дело.
Тем временем обиженная сваха обегает всех своих клиентов, которые были у неё на примете в качестве женихов, и приводит их на смотрины к Агафье Тихоновне. Фёкла успела позвать четырёх женихов, но пришли только трое: коллежский асессор Иван Павлович Яичница, отставной пехотный офицер Никанор Иванович Анучкин и отставной моряк, лейтенант Балтазар Балтазарович Жевакин. Кроме того, в этот день приходит ещё и намеченный тётушкой Агафьи Тихоновны жених: купец Алексей Дмитриевич Стариков. В результате смотрин женихи до того «исконфузили» Агафью Тихоновну, что та не выдержала и убежала. Чтобы замять происшествие, сваха приглашает женихов «ввечеру-де на чашку чая чтоб пожаловали». Женихи расходятся, а Стариков уходит совсем, не собираясь возвращаться. Кочкарёв предлагает Подколёсину воспользоваться моментом, «изъясниться и всё кончить», но тот боится соперничества и хочет, чтобы невеста сама выбрала. Кочкарёв берётся спровадить всех женихов за обещание Подколёсина после этого жениться.
Ближе к вечеру Агафья Тихоновна терзается, кого бы ей выбрать. Все вроде бы недурны и хороши, но у каждого есть и недостатки. В результате она пытается кинуть жребий, но её останавливает пришедший раньше всех и назвавшийся родственником Кочкарёв. Он наговаривает на других женихов и убеждает Агафью Тихоновну выбрать Подколёсина, а других женихов прогнать. В это время начинают приходить другие женихи, каждый хочет прийти немного пораньше, чтобы поговорить с невестой наедине, но в результате только друг другу мешают. В конце концов Агафья Тихоновна, загнанная в угол, решает воспользоваться советом Кочкарёва, прогоняет их («Пошли вон! Ах, боже мой! Что я такое сказала?») и сама убегает. Пришедший Кочкарёв под видом родственника рассказывает о ней различные неприятные вещи, такие как «Она дура», «За ней приданого никакого нет», «Она не знает по-французски ни бельмеса». Женихи сначала хотят проверить, но, когда приходит сваха, не выдерживают и вместо «строжайшего допроса» ругаются на неё и уходят, убеждённые, что Кочкарёв сказал правду. Остаётся один Жевакин, полный рыцарских идеалов, что милым рай и в шалаше. Его Кочкарёв просто обманывает и выставляет за дверь.
После этого Кочкарёв приводит Подколёсина, теперь уже единственного жениха, к Агафье Тихоновне и оставляет их вдвоём, чтобы Подколёсин сделал ей предложение. Но Подколёсин не решается, и после небольшой беседы ни о чём уходит. Кочкарёв в ужасе: ведь уже всё готово, нужно уже через час ехать в церковь. Они разругались, и Подколёсин уходит.
Тем временем Агафья Тихоновна мечтает о будущей замужней жизни и переживает, что это Подколёсин «так долго мешкается». Кочкарёву каким-то образом удаётся помириться с Подколёсиным, снова привести его к Агафье Тихоновне и почти заставить сделать предложение. Но Подколёсин в последнюю секунду передумывает, так что предложение за него делает Кочкарёв. Агафья Тихоновна бежит одеваться, чтобы ехать в церковь. Подколёсин на эмоциональном подъёме благодарит Кочкарёва. После этого Кочкарёв на несколько минут уходит проверить, всё ли убрано, на всякий случай забирая шляпу Подколёсина, чтобы тот не удрал. В одиночестве Подколёсин осознаёт непоправимость женитьбы («На всю жизнь, на весь век, как бы то ни было, связать себя и уж после ни отговорки, ни раскаянья, ничего, ничего — всё кончено, всё сделано») и решает как-нибудь уйти. Выполнить задуманное затруднительно, поскольку в доме везде стоят люди, а он их опасается («ну, спросят: зачем?») — и в результате он выпрыгивает в окно и уезжает домой.
Тем временем Агафья Тихоновна с Фёклой и Ариной Пантелеймоновной не могут понять, куда делся Подколёсин. Прибежавший Кочкарёв тоже поражён исчезновению друга. Дворовая девка Дуняшка рассказывает, что «оне-с выпрыгнули в окошко…» Женитьба расстроена, тётушка, ругая дворян и, в частности, Кочкарёва, уводит Агафью Тихоновну, а Фёкла мстительно отчитывает Кочкарёва и прогоняет. Оставшись одна, Фёкла ехидно замечает: «Ещё если бы в двери выбежал — ино дело, а уж коли жених да шмыгнул в окно — уж тут, просто моё почтение!»

## Персонажи
- Агафья Тихоновна Купердягина — купеческая дочь, невеста
- Арина Пантелеймоновна — её тётка
- Фёкла Ивановна — сваха
- Иван Кузьмич Подколёсин — чиновник, надворный советник
- Илья Фомич Кочкарёв — его друг
- Иван Павлович Яичница — экзекутор, коллежский асессор
- Никанор Иванович Анучкин — отставной пехотный офицер
- Балтазар Балтазарович Жевакин — отставной моряк, лейтенант
- Дуняшка — девочка в доме Агафьи Тихоновны
- Алексей Дмитриевич Ста́риков — гостинодворец, «хороший торговец, что по суконной линии»[3]
- Степан — слуга Подколёсина
- Извозчик

### Внесценические персонажи
Гоголь в своих произведениях часто описывает персонажей, которые сами не появляются и не участвуют в действии, однако наделены яркими чертами. Примерами могут служить учитель по исторической части в «Ревизоре», про которого жалуется Городничий («Оно конечно, Александр Македонский — герой, но зачем же стулья ломать?»), или некий чиновник из «Шинели», пошутивший над Акакием Акакиевичем и после этого совершенно преобразившийся.
В «Женитьбе» тоже имеются подобные персонажи:
- Тихон Пантелеймонович Купердягин — отец Агафьи Тихоновны, купец 3-й гильдии[5]
- Акинф Степанович Пантелеев — чиновник, титулярный советник, пьяница[6]
- Дырка — мичман 3-й эскадры[7]
- Жевакин (Первый) — офицер, сослуживец Балтазара Балтазаровича Жевакина (Второго)[8]
- Антон Иванович Петухов — мичман в эскадре капитана Болдырева, весельчак[9]
- Бирюшкина — знакомая Агафьи Тихоновны, которая переломила ногу.
- Купец, нанимающий у Купердягиных огород на Выборгской стороне под капусту и имеющих трёх сыновей. Двоих он уже поженил, а третий сидит в лавке.

### Выдуманные персонажи
В «Женитьбе» упоминаются персонажи, которые были выдуманы другими персонажами:
- Надворный советник — выдуманный Фёклой в противовес Подколёсину жених Агафьи Тихоновны, которому якобы было отказано в сватовстве, поскольку он «что ни скажет слово, то и соврёт»[5].
- Капитан — выдуманный Фёклой в противовес Подколёсину возможный жених Агафьи Тихоновны, имеющий большой рост и громкий голос. Служит в «алгалантьерстве»[5].
- Брат Агафьи Тихоновны — выдуманный Кочкарёвым персонаж, сутяга, желающий заполучить дом Агафьи Тихоновны. Не имеет принципов («С родной матери юбку последнюю снял»)[10].

### Игры с именами
- Стариков ошибочно называет тётку Агафьи Тихоновны Ариной Пантелеевной[11]. В некоторых современных изданиях эта игра убрана.
- Никанора Ивановича Анучкина представляют только за глаза[6], сам же он представиться не сумел[8].
- В «Ревизоре» присутствует персонаж (почтмейстер Шпекин), которого зовут Иван Кузьмич и у которого чин — надворный советник[12], как и у Подколёсина.

## Постановки в театрах
Впервые пьеса «Женитьба» была поставлена 9 декабря 1842 года в Александринском театре: Агафья Тихоновна — Сосницкая, Арина Пантелеймоновна — Бормотова, Фёкла — Гусева, Подколёсин — Мартынов, Кочкарёв — Сосницкий, Яичница — П. Г. Григорьев, Анучкин — Беккер, Жевакин — П. И. Григорьев, Степан — Фалеев.
Исполнители последующих постановок Александринского театра: (1864, 1892, 1901, 1909 и др.): Левкеева, Линская, Савина (Агафья Тихоновна); Стрельская (Фёкла); Давыдов, Свободин (Подколёсин); Варламов (Яичница); П. В. Васильев, Марковецкий, Сазонов, К. Яковлев (Кочкарёв).
В Москве пьеса впервые была поставлена в Малом театре 5 февраля 1843 года, в бенефис Щепкина, на сцене Большого театра: (Агафья Тихоновна — Орлова, Арина Пантелеймоновна — Сабурова 1-я, Фёкла — Кавалерова, Подколёсин — Щепкин (затем П. Садовский), Кочкарёв — В. Живокини (затем Щепкин), Яичница — П. Степанов, Анучкин — П. Садовский, Жевакин — Орлов, Стариков — В. Степанов, Степан — Шуберт).
Последующие постановки: (1848, 1867, 1893, 1909): Никулина, Рыжова (Агафья Тихоновна); Акимова, О. Садовская, Турчанинова (Фёкла); В. И. Живокини, Макшеев, Падарин, Рыбаков (Подколёсин); Правдин, Шумский, К. Н. Яковлев (Кочкарёв); Лошивский, Парамонов (Яичница); И. Рыжов, Худолеев (Анучкин); Горев, Н. Музиль, Лебедев (Жевакин).
С 1882 года — в театре Корша, среди исполнителей: В. С. Аренцвари, Мартынова (Агафья Тихоновна); Бурдина (Арина Пантелеймоновна), М. М. Блюменталь-Тамарина (Фёкла); Дуван-Торцов, Загорянский (Подколёсин), Борисов, Градов-Соколов, Кригер (Кочкарёв); Пельтцер, Сашин (Жевакин).
«Женитьбу» многократно ставили многие провинциальные театры Российской империи: в Казани, Самаре, Нижнем Новгороде, Минске, Киеве, Харькове, Одессе, Иркутске, Ноябрьске. Часто пьеса использовалась и в учебных постановках, например, в 1886 году в Тифлисской частной гимназии роль Агафьи Тихоновны исполнял Котэ Марджанишвили.
«Женитьбу» Гоголя используют И. Ильф и Е. Петров в сюжете романа «Двенадцать стульев» — пьесу ставит театр «Колумб» на стихи М. Шершеляфамова.

## Музыкальные адаптации
В 1868 году на сюжет пьесы Модест Мусоргский написал первое действие оперы с одноимённым названием, носила экспериментальный характер. Опера была не окончена. К 1931 году Михаил Ипполитов-Иванов сделал инструментовку и завершил оперу, дописав к ней три акта.
В 1946 году Александр Гречанинов написал одноимённую одноактную оперу в трёх картинах. Опера была написана в эмиграции и долгое время не ставилась на родине композитора. Только в 2009, в честь двухсотлетнего юбилея Гоголя, состоялась её российская премьера, оперу поставил Детский музыкальный театр им. Н. И. Сац, где она идёт по настоящее время.

## Экранизации
- В 1952 году вышла радиопостановка. Режиссер — Осип Абдулов. В ролях: Елена Шатрова — Агафья Тихоновна, Лидия Орлова — Арина Пантелеймоновна, Евдокия Турчанинова — Фекла Ивановна, Михаил Яншин — Подколёсин, Борис Ливанов — Кочкарев, Осип Абдулов — Яичница, Виктор Кольцов — Анучкин, Ростислав Плятт — Жевакин, Раиса Губина — Дуняша, Николай Дорохин — Стариков, Александр Ханов — Степан, Алексей Зубов — извозчик, Борис Иванов — пояснительный текст.
- В 1937 году пьесу экранизировали Эраст Гарин и Хеся Локшина, сняв фильм «Женитьба». Сам Гарин сыграл Подколёсина, также роли исполняли Степан Каюков, Нина Латонина, Зоя Фёдорова. Фильм не сохранился.
- В 1977 году пьесу экранизировал Виталий Мельников — «Женитьба».